# سرطان الأمعاء في القطط والكلاب
سرطان الأمعاء في القطط والكلاب (بالإنجليزية: Intestinal cancer in cats and dogs)‏ متوسط العمر الذي يتم فيه تشخيص الأورام المعوية يتراوح بين 10-12 سنة لدى القطط و 6 إلى 9 سنوات لدى الكلاب. هناك العديد من الأنواع المختلفة من الأورام المعوية، بما في ذلك سرطان الغدد الليمفاوية والسرطانة الغدية وورم الخلايا البدينة و ساركومة العضلات الملساء . 

## العلامات والأعراض
يمكن أن تختلف الأعراض ولكنها تشمل فقدان الوزن والإسهال والقيء وفقدان الشهية. 

## التشخيص
يقوم الطبيب البيطري عادةً بإجراء سلسلة من الاختبارات مثل اختبارات الدم والتصوير. إن الطريقة الأكثر ضماناً لتأكيد أو استبعاد الإصابة بالأورام المعوية هي إجراء ما يسمى التنظير الداخلي لتصور العضو وإجراء خزعة من الأنسجة. 

## العلاج
يبقى العلاج الجراحي هو العلاج الأمثل للقطط والكلاب التي تتمتع بصحة جيدة وتم تشخيصها بأورام معوية . 